# Roman Switłyczny
Roman Petrowycz Switłyczny, ukr. Роман Петрович Світличний (ur. 4 stycznia 1986 w Wołczańsku, w obwodzie charkowskim) – ukraiński piłkarz grający na pozycji pomocnika.

## Kariera piłkarska

### Kariera klubowa
Wychowanek Szkoły Piłkarskiej w Wołczańsku. Karierę piłkarską rozpoczął 31 lipca 2004 w składzie Metalist-2 Charków. 16 czerwca 2006 debiutował w Wyszczej lidze w meczu z Dniprem Dniepropetrowsk w składzie pierwszej drużyny. Latem 2008 został wypożyczony do Krymtepłyci Mołodiżne, która potem wykupiła kontrakt piłkarza. W sezonie 2009/10 bronił barw mołdawskiego klubu Iscra-Stali Rybnica. 8 lipca 2010 podpisał kontrakt z Tytanem Armiańsk. W 2012 przeszedł do klubu Naftowyk-Ukrnafta Ochtyrka. W 2016 grał w amatorskim zespole FK Wołczańsk, a potem w malediwskim Club Green Streets. W 2017 wrócił do Ukrainy, gdzie został piłkarzem klubu Inhułeć Petrowe. Na początku 2018 przeniósł się do Wołyni Łuck. Po zakończeniu sezonu 2017/18 opuścił łucki klub.

## Sukcesy i odznaczenia

### Sukcesy klubowe
- brązowy medalista Mistrzostw Ukrainy: 2007
- wicemistrz Mołdawii: 2010